# 喀拉喀托之子火山
喀拉喀托之子火山是印度尼西亚的一座火山岛。1927年12月29日，喀拉喀托之子火山从1883年喀拉喀托火山爆發形成的火山口中首次喷出。自20世纪末以来偶尔喷发，并最终在2018年12月由于水下部分大规模坍塌，而引发起致命的海啸。喀拉喀托之子火山成为了该地区受到火山学家关注的几座火山之一。

## 历史

### 背景介绍
1883年喀拉喀托火山大爆发后，喀拉喀托火山岛西北侧约三分之二的面积消失了，佩尔波瓦坦峰和达南峰被夷为平地，只剩下包括拉卡塔火山在内的南半部是原来岛屿的最后残余。消失的区域变成了一片浅海。

### 再生

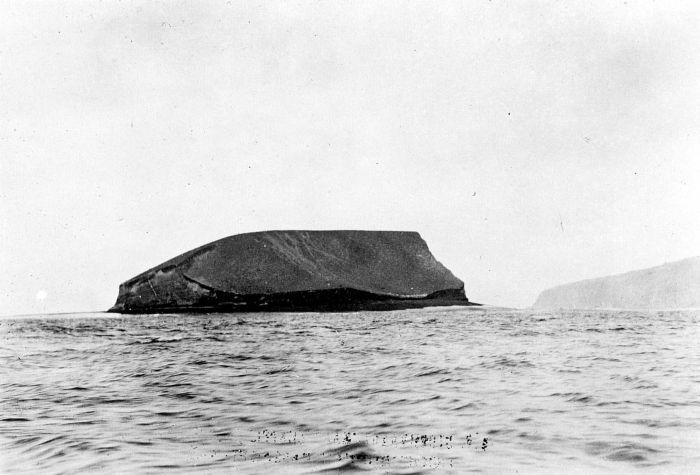
喀拉喀托之子火山，约 1929 年

1927年初，位于波波瓦坦山和达南山原山峰之间的地方开始出现火山活动。这个小岛出现的时间很短，不到一周就被海浪沉没了。几个月后，火山活动又形成了一片陆地，但是由于雨水和海浪的作用，火山活动停止后该陆地再次坍塌进海底。在接下来的三年里，这一过程发生了几次。1930年8月11日，火山岛永久性地升至海平面以上，当地人将其命名为 Anak Krakatau（喀拉喀托火山之子）。从那时起，克拉卡托火山就不断喷发。截至2018年9月，喀拉喀托之子火山的最高点每年以平均7-9 米的速度上升。

## 地理

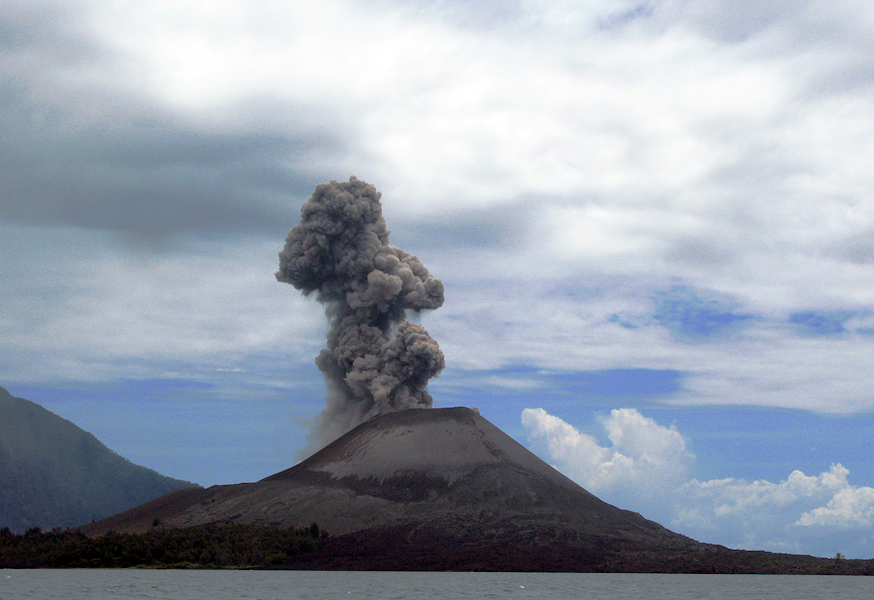
爆发活动，2008年

喀拉喀托之子火山位于印度尼西亚楠榜省爪哇岛和苏门答腊岛之间的巽他海峡。这座火山位于乌戎库隆国家公园内，是太平洋火环的一部分。

### 地质学
该岛位于巽他海沟以北约700公里（430英里）处，巽他海沟标志着澳大利亚板块和固定巽他板块之间的俯冲带，位于厚度不到25公里（16英里）的海洋地壳之上。从地质学角度看，它是最近在喀拉喀托火山爆发的火山口内形成的。整个岛屿由全新世晚期的索玛-层状火山系统组成，并以火山锥为特征。喀拉喀托之子火山的主要岩石类型包括安山岩、英安岩和玄武岩，以及少量的粗面岩。
该岛在2018年喷发事件中坍塌之前的最高海拔为338米（1109英尺）。

## 火山活动
火山最近一次喷发是在1994年开始。从那时起，几天的平静期与几乎连续不断的斯特朗博利型火山喷发交替出现。2008年4月的一次喷发释放出了高温气体、岩石和熔岩。监测火山的科学家警告人们不要靠近岛屿周围3公里（1.9英里）的区域。
2009年5月6日，印度尼西亚火山勘测局将喀拉喀托之子火山喷发警戒状态提高到三级。后来针对火山的一项考察显示，火山口正在形成一个 100 米（330 英尺）宽的火山穹丘。2012年1月，俄勒冈大学的火山学家警告说，喀拉喀托之子火山侧面坍塌很可能引发海啸，因为它是在1883年爆炸性喷发形成的大火山口陡峭的东坡上形成的。

### 2018年火山爆发及其后果

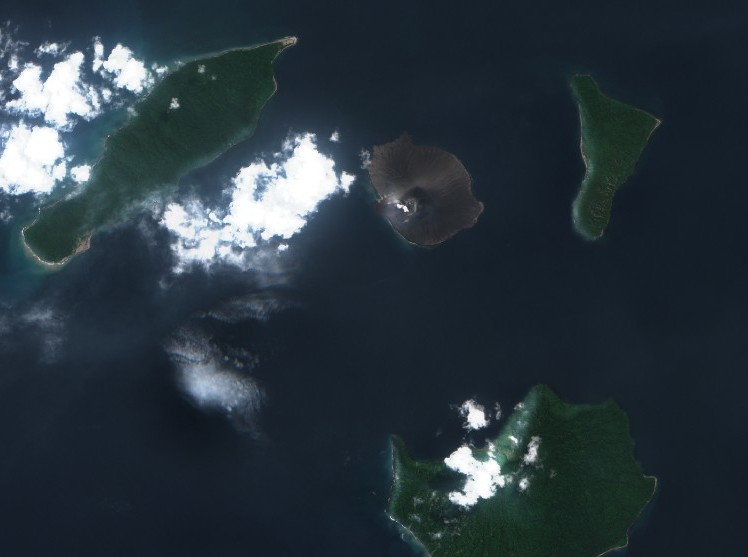
哨兵-2 号卫星拍摄的2022年5月3日喀拉喀托之子火山自然景观。从左上角开始顺时针拍摄：瑟东岛、喀拉喀托之子火山、潘让岛和拉卡塔岛（右下）。

从2018年6月开始，喀拉喀托之子火山进入了一个新的喷发阶段。2018年10月15日，喀拉喀托之子火山发生了一次强斯特朗博利型至弱武尔卡诺型火山喷发，导致了火山彈送入水中。
2018年12月22日，火山爆发引发了致命的海啸，高达5米的海浪登陆。2018年12月31日，救灾机构称海啸造成437人死亡，14059人受伤。海啸影响到苏门答腊岛和爪哇岛300多公里（186英里）的海岸线，4万人流离失所。这使得这次火山爆发成为 21 世纪迄今为止死亡人数第二多的火山爆发。火山锥坍塌会引发海啸，这在火山爆发前就被认为是一种潜在的危险。科学家们在事件发生六年前就对这种可能性进行了模拟，并确定西侧是火山最有可能崩塌的部分。
2018年12月火山爆发后，人们认为包括山顶在内的火山西南侧在火山爆发过程中坍塌，引发了海啸。12月23日，卫星数据和直升机拍摄的画面证实了这一点，人们看到主导管从水下喷发，产生了苏尔特锡安式的活动。由于这次活动，火山损失了三分之二以上的体积，其海拔高度从338米（1109英尺）降至仅110米（360英尺）。
卫星雷达观测显示，到2019年1月10日，火山仍在继续形成，并有进一步的喷发开始重塑残余结构。火山口在火山喷发后立即向海开放，有一个完整的边缘高于海平面。2019年5月，随着火山高度的不断增加和对2018年被摧毁的区域的改造，在新重建的陨石坑周围观察到了准岩浆型火山喷发活动。

### 2020年火山喷发
2020年4月10日上午，喀拉喀托之子火山再次开始喷发。根据火山学和地质灾害减灾中心（PVMBG）的岩浆火山活动报告，第一次喷发在150多公里（93英里）外的印度尼西亚首都雅加达就能听到，并喷出200米（660英尺）高的火山灰和烟柱。 第一次喷发持续了1分12秒，从晚上9点58分开始，喷发喷出的火山灰高达约14公里（46,000英尺），次级火山灰羽流高达约11公里（36,000英尺）。喷发主要是岩浆喷发，可见熔岩喷泉。没有关于大范围破坏的报道，喷发在数小时后结束。

### 2022年火山喷发
喀拉喀托之子火山于2022年2月4日至5日进行了一次小规模喷发。2022年4月24日晚8时20分，喀拉喀托之子火山再次喷发，大量火山灰喷到海平面以上3,157 米（10,358 英尺）处。在2022年的前四个月中，这座火山共喷发了21次，其中4月24日的喷发规模最大。4月26日，气象、气候和地球物理局（BMKG）将喀拉喀托之子火山的警戒级别从2级提高到3级。该机构警告说，火山爆发后可能会引发巨浪和海啸。

### 2023年火山喷发
2023年9月15日，喀拉喀托之子火山开始了新一轮的喷发，在9月15-21日期间的大多数日子里，白色的气体和蒸汽羽流在喀拉喀托之子火山顶上方高达100米，并向西北、北和东北方向漂移。11月21日，白色和灰色烟羽上升至100米高空，并向西北方向飘移。当局仍将警报级别设为3级，并警告公众远离火山口的5公里半径内。

## 说明
1. ↑  联合国教科文组织世界遗产